# Torre do Grou Amarelo

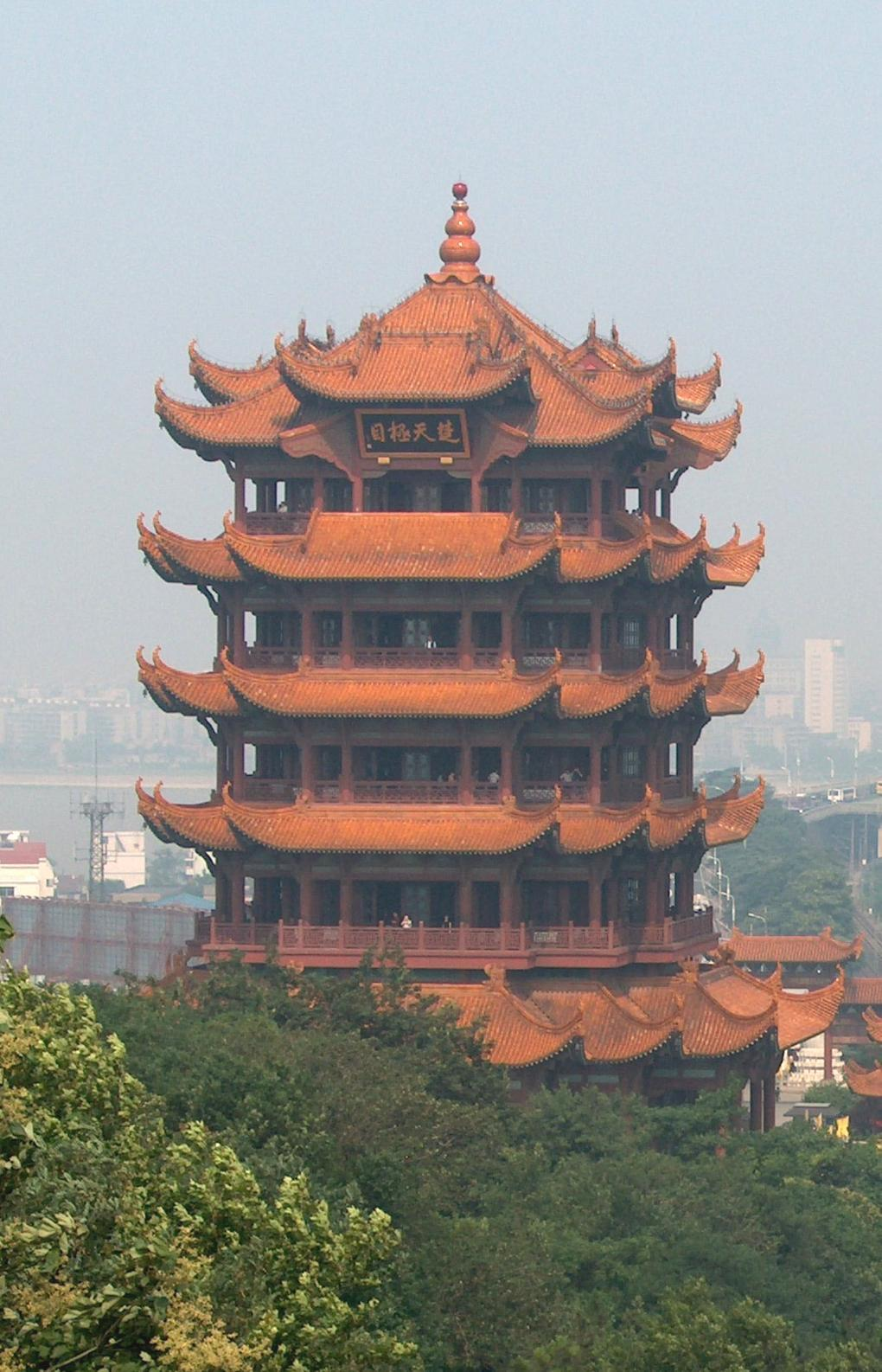
A versão moderna da Torre do Grou Amarelo, construída em 1985

Torre do Grou Amarelo (chinês simplificado: 黄鹤楼, pinyin: Huánghè Lóu) é uma torre chinesa tradicional localizada em Wuhan. Sua estrutura atual foi construída em 1981, mas a torre já existira de várias formas desde, no mínimo, 223 D.C. A atual Torre do Grou Amarelo tem 51.4 m (169 ft) de altura e cobre uma área de 3,219 m2 (34,650 sq ft). Está situada no Monte da Cobra (蛇山), a um quilômetro de seu sítio original, às margens do Rio Yangtzé no distrito Wuchang.

## História
Os Mapas e Registros de Prefeituras e Condados Yuanhe, escritos aproximadamente 600 years após a construção da torre, nota que depois de Sun Quan, fundador do reino Wu Oriental, construir o forte de Xiakou em 223, uma torre foi construída no Molhe do Grou Amarelo, a oeste de Xiakou; essa seria a origem do nome da torre.